# Heidelootjeskokermot
De heidelootjeskokermot (Coleophora juncicolella) is een vlinder uit de familie kokermotten (Coleophoridae). De wetenschappelijke naam is voor het eerst geldig gepubliceerd in 1851 door Stainton.
De soort komt voor in Europa.